# Filip Daems
Filip Daems (Turnhout, 31 ottobre 1978) è un ex calciatore belga, di ruolo difensore.

## Caratteristiche tecniche
Il suo ruolo principale è quello di terzino sinistro, sebbene nel suo periodo al Borussia Mönchengladbach sotto la guida tecnica di Jos Luhukay e Hans Meyer abbia ricoperto anche il ruolo di difensore centrale.

## Carriera

### Club
Cresciuto nel Verbroedering Geel, si trasferisce prima al Lierse S.K. e poi in Turchia nel Gençlerbirliği S.K.. Dal gennaio 2005 passa al Borussia Mönchengladbach. Successivamente subisce un infortunio che lo tiene lontano dai campi per quasi un anno fino a quando nella stagione 2007-2008 ricomincia ad allenarsi e si riaggrega alla prima squadra. Il 22 ottobre 2007 nel derby contro il Colonia viene schierato come titolare per la prima volta dopo l'infortunio; in questa partita realizza anche una rete. Nella stagione 2010-2011 gioca tutte le 34 partite di campionato senza mai essere sostituito, segnando anche quattro reti. Il 24 aprile 2015 viene annunciato che al termine della stagione 2014-2015 tornerà in Belgio per giocare con il KVC Westerlo.

### Nazionale
Convocato per la prima volta nel 1999 dall'allora tecnico Georges Leekens, trova l'esordio con i diavoli rossi cinque anni dopo, in un'amichevole contro la Germania. Collezionerà altre sei presenze a cavallo tra il 2008 e il 2009, per un totale di sette.

## Statistiche

### Cronologia di presenze e reti in Nazionale
| Cronologia completa delle presenze e delle reti in nazionale ― Belgio | Cronologia completa delle presenze e delle reti in nazionale ― Belgio | Cronologia completa delle presenze e delle reti in nazionale ― Belgio | Cronologia completa delle presenze e delle reti in nazionale ― Belgio | Cronologia completa delle presenze e delle reti in nazionale ― Belgio | Cronologia completa delle presenze e delle reti in nazionale ― Belgio | Cronologia completa delle presenze e delle reti in nazionale ― Belgio | Cronologia completa delle presenze e delle reti in nazionale ― Belgio |
| Data                                                                  | Città                                                                 | In casa                                                               | Risultato                                                             | Ospiti                                                                | Competizione                                                          | Reti                                                                  | Note                                                                  |
| --------------------------------------------------------------------- | --------------------------------------------------------------------- | --------------------------------------------------------------------- | --------------------------------------------------------------------- | --------------------------------------------------------------------- | --------------------------------------------------------------------- | --------------------------------------------------------------------- | --------------------------------------------------------------------- |
| 31-3-2004                                                             | Colonia                                                               | Germania                                                              | 3 – 0                                                                 | Belgio                                                                | Amichevole                                                            | -                                                                     | 46’                                                                   |
| 20-8-2008                                                             | Norimberga                                                            | Germania                                                              | 2 – 0                                                                 | Belgio                                                                | Amichevole                                                            | -                                                                     |                                                                       |
| 10-9-2008                                                             | Istanbul                                                              | Turchia                                                               | 1 – 1                                                                 | Belgio                                                                | Qual. Mondiali 2010                                                   | -                                                                     | 75’                                                                   |
| 15-10-2008                                                            | Anversa                                                               | Belgio                                                                | 1 – 2                                                                 | Spagna                                                                | Qual. Mondiali 2010                                                   | -                                                                     | 46’                                                                   |
| 19-11-2008                                                            | Lussemburgo                                                           | Lussemburgo                                                           | 1 – 1                                                                 | Belgio                                                                | Amichevole                                                            | -                                                                     | 46’                                                                   |
| 28-3-2009                                                             | Genk                                                                  | Belgio                                                                | 2 – 4                                                                 | Bosnia ed Erzegovina                                                  | Qual. Mondiali 2010                                                   | -                                                                     | 80’                                                                   |
| 29-5-2009                                                             | Bruxelles                                                             | Belgio                                                                | 1 – 1                                                                 | Cile                                                                  | Amichevole                                                            | -                                                                     | 46’                                                                   |
| Totale                                                                |                                                                       | Presenze                                                              | 7                                                                     |                                                                       | Reti                                                                  | 0                                                                     |                                                                       |

## Palmarès

### Club

#### Competizioni nazionali
- 2. Fußball-Bundesliga: 1

Borussia M'gladbach: 2007-2008